# Małgorzata Wasilewska
Małgorzata Wasilewska (ur. 1960) – polska działaczka społeczna i dyplomatka, ambasador Unii Europejskiej na Barbadosie (od 2020) oraz Jamajce (2016–2020). Specjalizuje się m.in. w nieproliferacji broni lekkiej, tworzeniu demokracji w sytuacjach pokonfliktowych.
Do 2003 była prezeską Amnesty International Polska. Pracowała także w organizacji Saferworld. Następnie rozpoczęła pracę w instytucjach Unii Europejskiej; początkowo w Dyrekcji Generalnej ds. Stosunków Zewnętrznych Komisji Europejskiej, następnie zaś w Europejskiej Służbie Działań Zewnętrznych. Kierowała tam Wydziałem Zapobiegania Konfliktom, Budowania Pokoju i Narzędzi Mediacji oraz Pionem Wsparcia Demokracji i Wyborów. We wrześniu 2016 została nominowana ambasadorką UE na Jamajce, akredytowaną jednocześnie w Belize, Bahamach, Turks i Caicos tudzież na Kajmanach. Zakończyła kadencję w sierpniu 2020. W następnym miesiącu objęła kierownictwo Ambasady UE w Barbadosie, akredytowaną dodatkowo w innych państwach wschodnich Karaibów oraz przy Organisation of Eastern Caribbean States i Caricom/Cariforum.